# Верхний Херахой
Верхний Херахой (чечен. Лаккха-Хьерах) — село в Итум-Калинском районе Чеченской Республики.

## География
Расположено на правом берегу реки Аргун.
Ближайшие населённые пункты: на севере — Бугарой, на юге — Тазбичи, на западе — Нижний Херахой, на северо-западе — Верхний Исхой, на юго-западе — райцентр Итум-Кали.

## История
При раскопках в 1960 году тут были обнаружены 4 подземных склепа очень плохой сохранности, сложены они из дикого необтёсанного камня. Инвентарь в склепах отсутствует. По рассказам 82-летнего местного жителя (Хунаригова Исмаила) в его молодости здесь находили керамические и деревянные сосуды, бронзовые и серебряные серьги, кольца, серебряные и медные монеты неизвестного происхождения, железные ножи, ножницы, сабли и другие вещи.
В 1944 году коренное население ЧИ АССР было выселено. После восстановления ЧИ АССР чеченцам было запрещено возвращаться в свои исконные районы: Галанчожский, Шатойский и Итум-Калинский.